# Dawu
Dawu is een bestuurslaag in het regentschap Ngawi van de provincie Oost-Java, Indonesië. Dawu telt 3359 inwoners (volkstelling 2010).